# New Buffalo (Pennsilvània)
New Buffalo és una població dels Estats Units a l'estat de Pennsilvània. Segons el cens del 2000 tenia 123 habitants.

## Demografia
Segons el cens del 2000, New Buffalo tenia 123 habitants, 57 habitatges, i 36 famílies. La densitat de població era de 678,4 habitants/km².
Dels 57 habitatges en un 19,3% hi vivien nens de menys de 18 anys, en un 40,4% hi vivien parelles casades, en un 15,8% dones solteres, i en un 36,8% no eren unitats familiars. En el 33,3% dels habitatges hi vivien persones soles el 12,3% de les quals corresponia a persones de 65 anys o més que vivien soles. El nombre mitjà de persones vivint en cada habitatge era de 2,16 i el nombre mitjà de persones que vivien en cada família era de 2,72.
Per edats la població es repartia de la següent manera: un 17,9% tenia menys de 18 anys, un 8,9% entre 18 i 24, un 22% entre 25 i 44, un 38,2% de 45 a 60 i un 13% 65 anys o més.
L'edat mediana era de 46 anys. Per cada 100 dones de 18 o més anys hi havia 98 homes.
La renda mediana per habitatge era de 31.250 $ i la renda mediana per família de 28.750 $. Els homes tenien una renda mediana de 31.250 $ mentre que les dones 23.750 $. La renda per capita de la població era de 17.276 $. Entorn del 20,6% de les famílies i el 22% de la població estaven per davall del llindar de pobresa.

## Poblacions més properes
El següent diagrama mostra les poblacions més properes.